# Buchholzia
Buchholzia  es un género de plantas con flores  pertenecientes a la familia Capparaceae.   Comprende 6 especies descritas y de estas, solo 2 aceptadas.

## Taxonomía
El género fue descrito por Adolf Engler y publicado en Botanische Jahrbücher für Systematik, Pflanzengeschichte und Pflanzengeographie 7: 335. 1886. La especie tipo es: Buchholzia coriacea Engl.

## Especies aceptadas
A continuación se brinda un listado de las especies del género Buchholzia aceptadas hasta octubre de 2013, ordenadas alfabéticamente. Para cada una se indica el nombre binomial seguido del autor, abreviado según las convenciones y usos.
- Buchholzia coriacea Engl.
- Buchholzia tholloniana Hua